# Педро Роберто Ботельйо
Педро Роберто да Сілва Ботельйо (порт.-браз. Pedro Roberto da Silva Botelho; 12 грудня 1989, Салвадор, Бразилія) — бразильський футболіст, лівий захисник клубу «Ріо Бранко».

## Кар'єра
Педро Ботельо починав займатися футболом 2002 року в команді «Галісія», що базується в його рідному місті — Салвадорі. 2005 року перейшов до футбольної школи команди «Фігейренсе». У липні 2007 року контракт з футболістом підписав лондонський «Арсенал». Але гравця відразу ж віддали в оренду іспанській команді «Саламанка», бо він не зміг отримати дозвіл на роботу в Англії.
У липні 2008 року бразилець повернувся до табору «канонірів», але незабаром його знову віддали в оренду до «Саламанки». 23 липня 2009 року гравця орендував футбольний клуб «Сельта». 24 липня 2010 року орендну угоду з гравцем уклав футбольний клуб «Картахена». У серпні 2011 року гравець на правах оренди перейшов до «Райо Вальєкано». 28 серпня у матчі з «Атлетіком» (1:1) футболіст дебютував у Ла-Лізі. 20 січня 2012 року Ботельйо вчергове віддали в оренду. Цього разу до «Леванте». 27 січня, в матчі Кубка Іспанії проти «Валенсії» (0:3), відбувся дебют футболіста в складі «жаб».
25 липня оголошено про перехід футболіста до «Атлетіку Паранаенсі». У 2014-2015 роках виступав за «Атлетіко Мінейро».